# 菲律賓饅頭果
菲律賓饅頭果（学名：Glochidion philippicum）为大戟科饅頭果屬下的一个种。